# Uapaca sansibarica
Uapaca sansibarica là một loài thực vật có hoa trong họ Diệp hạ châu. Loài này được Pax miêu tả khoa học đầu tiên năm 1904.